# جووردانو پانتانو
جووردانو پانتانو (انگلیسی: Giordano Pantano؛ زادهٔ ۲۶ مه ۱۹۹۲) بازیکن فوتبال است.